# Tôn trọng

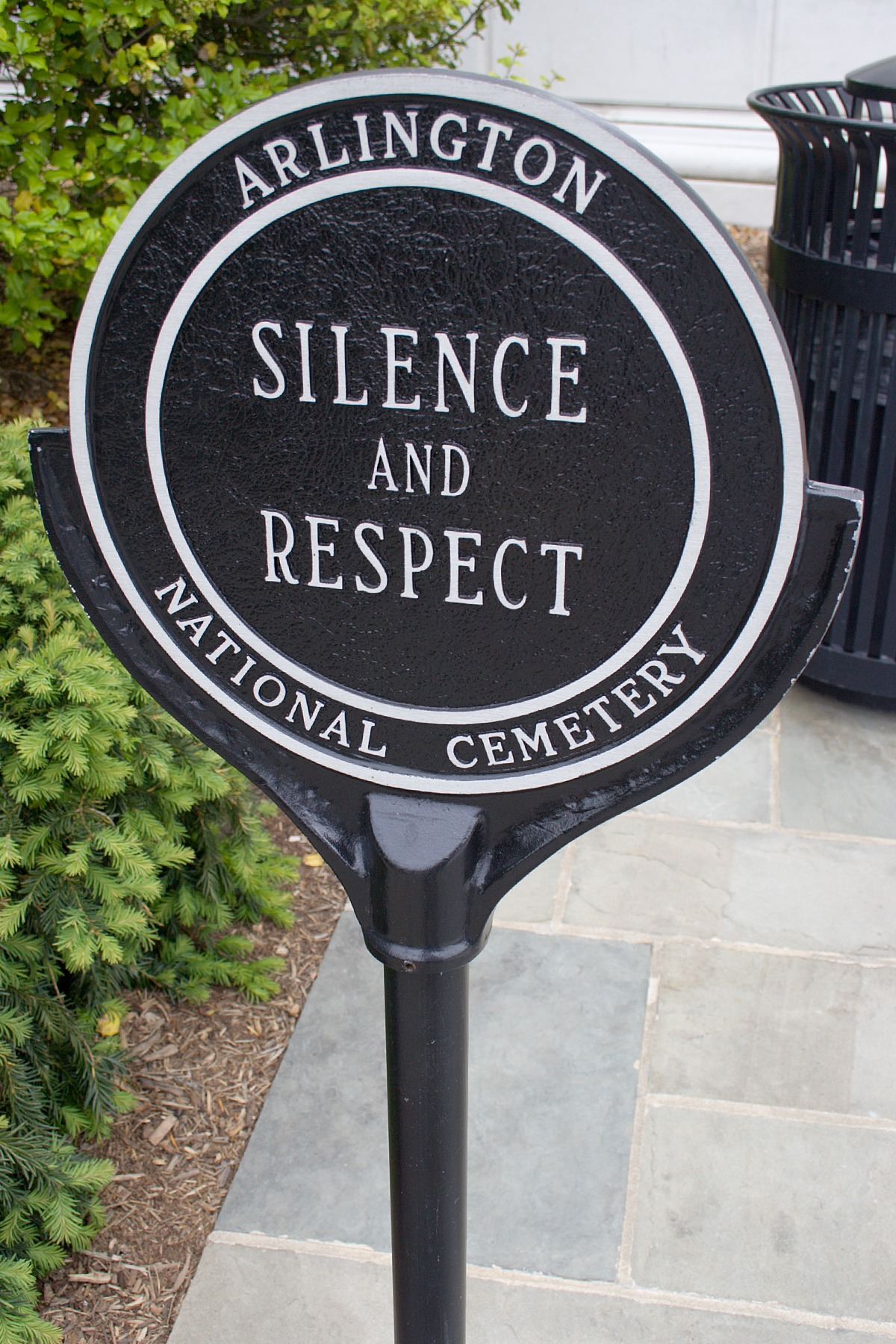
Một bảng hiệu "Im lặng và tôn trọng" tại Nghĩa trang Quốc gia Arlington

Tôn trọng là sự đánh giá đúng mực, coi trọng danh dự, phẩm giá và lợi ích của người khác, thể hiện lối sống văn hóa của mỗi người.